# KZ-Außenlager München-Riem
Das KZ-Außenlager München-Riem (OT, SS-Reit- & Fahrschule), teils auch kurz KZ-Außenlager München-Riem genannt, war ab Februar 1943 eines der 169 Außenlager des Konzentrationslagers Dachau, das zweitgrößte in München. Meist 300 bis 600 KZ-Häftlinge mussten nach Bombardierungen im Auftrag der Organisation Todt (OT) Aufräum- und Instandsetzungsarbeiten an den Rollbahnen des Flughafens München-Riem und den Werkstätten vornehmen. Sie waren in den etwa zwei Kilometer entfernten Pferdeställen der SS-Reit- und Fahrschule untergebracht.
In München gab es zudem die KZ-Außenlager Agfa Kamerawerke und München-Neuaubing (Dornier), sowie mehr als 30 weitere Münchner KZ-Außenkommandos.

## Betrieb des KZ-Außenlagers
Die Pferdeställe des KZ-Außenlagers in Münchens östlichem Stadtteil Riem waren mit Stacheldrahtzaun umgeben und wurden von der SS bewacht. Die Häftlinge stammten vor allem aus „Russland“ sowie Polen, Frankreich, Italien und dem Deutschen Reich. Etwa 200 Sinti und Roma waren unter ihnen sowie eine unbekannte Zahl von Juden. Als „Russen“ wurden die Gefangenen aus der Sowjetunion bezeichnet, sie standen bezüglich ihrer Nationalität am unteren Ende der Hierarchie und wurden besonders hart behandelt. So wurde ihnen zur Demütigung eine „Straße“ ins Haar rasiert, sie durften keine Pakete empfangen und wurden auch keine Funktionshäftlinge.
Die Gefangenen mussten schwere Erdarbeiten verrichten, doch die Ernährung war mangelhaft. Neben dünnem Kaffee gab es mittags wässrige Kohl- oder Kartoffelsuppe, abends Kaffee und etwas Brot. Im Ergebnis waren viele durch Unterernährung geschwächt und wurden bei Arbeitsunfähigkeit zurück ins KZ Dachau überstellt.
Bei alliierten Luftangriffen brachte sich die SS-Mannschaft in Schutzräumen in Sicherheit, die Häftlinge waren den Bombardierungen ausgeliefert. So wurden am 9. April 1945 mindestens 41 getötet, am 11. April insgesamt 94 Verwundete ins KZ Dachau transportiert. Teils wurden Verwundete auch vor Ort von der SS erschossen.
Im Frühjahr 1945 wurden 20 russische Häftlinge mittels Genickschuss vor Ort auf dem Appellplatz erschossen. Auch die meisten Fluchtversuche endeten so. Letzter Lagerführer war SS-Hauptscharführer Franz Xaver Trenkle, der Gefangene beim nichtigsten Anlass erschoss.

## Räumung des Lagers
Zum Monatswechsel März/April 1945 wurden hunderte Gefangene der Räumungen der Außenlager des KZ Natzweiler-Struthof hierher gebracht, wie aus Neckarelz oder dessen Außenkommando KZ Neckargerach. Die verspätete Stärkemeldung vom 26. April 1945 gab 1542 Gefangene in diesem KZ-Außenlager an. Doch bereits am 24. und 25. April waren die jüdischen Häftlinge mit Lastkraftwagen in das KZ Dachau transportiert worden, sie wurden dort am 29. April von der US-Armee befreit.

### Todesmarsch Richtung Bad Tölz
Frühestens am 25. April mussten sich etwa tausend KZ-Häftlinge auf den Todesmarsch Richtung Tirol machen. Etwa 500 kamen wohl über Trudering, die anderen über Großhesselohe, Grünwald, Deiningen und Dettenhausen (Egling) über Unterleiten (Dietramszell) bis kurz vor Bad Tölz. Fotos aus Grünwald zufolge handelte es sich wohl vor allem um Russen. Die Marschstrecke selbst ist durch die Toten in Egling, Unterleiten und Hechenberg gut belegt sowie die in Kirchbichl und Ellbach. Überlebende berichteten von Misshandlungen und Erschießungen derjenigen, die zu schwach zum Gehen waren.

### Befreiung des Lagers
Im Außenlager München-Riem wurden nur die 137 dort zurückgelassenen Gefangenen von der US-Armee befreit.

## Juristische Aufarbeitung
Der letzte Lagerführer Franz Xaver Trenkle wurde im Dachau-Hauptprozess Ende 1945 zum Tode verurteilt und im Mai 1946 in Landsberg am Lech hingerichtet. Die Staatsanwaltschaft München I stellte die Ermittlungen zu den Misshandlungen und Morden 1977 ein, da dieser Hauptverdächtige bereits verurteilt worden war.

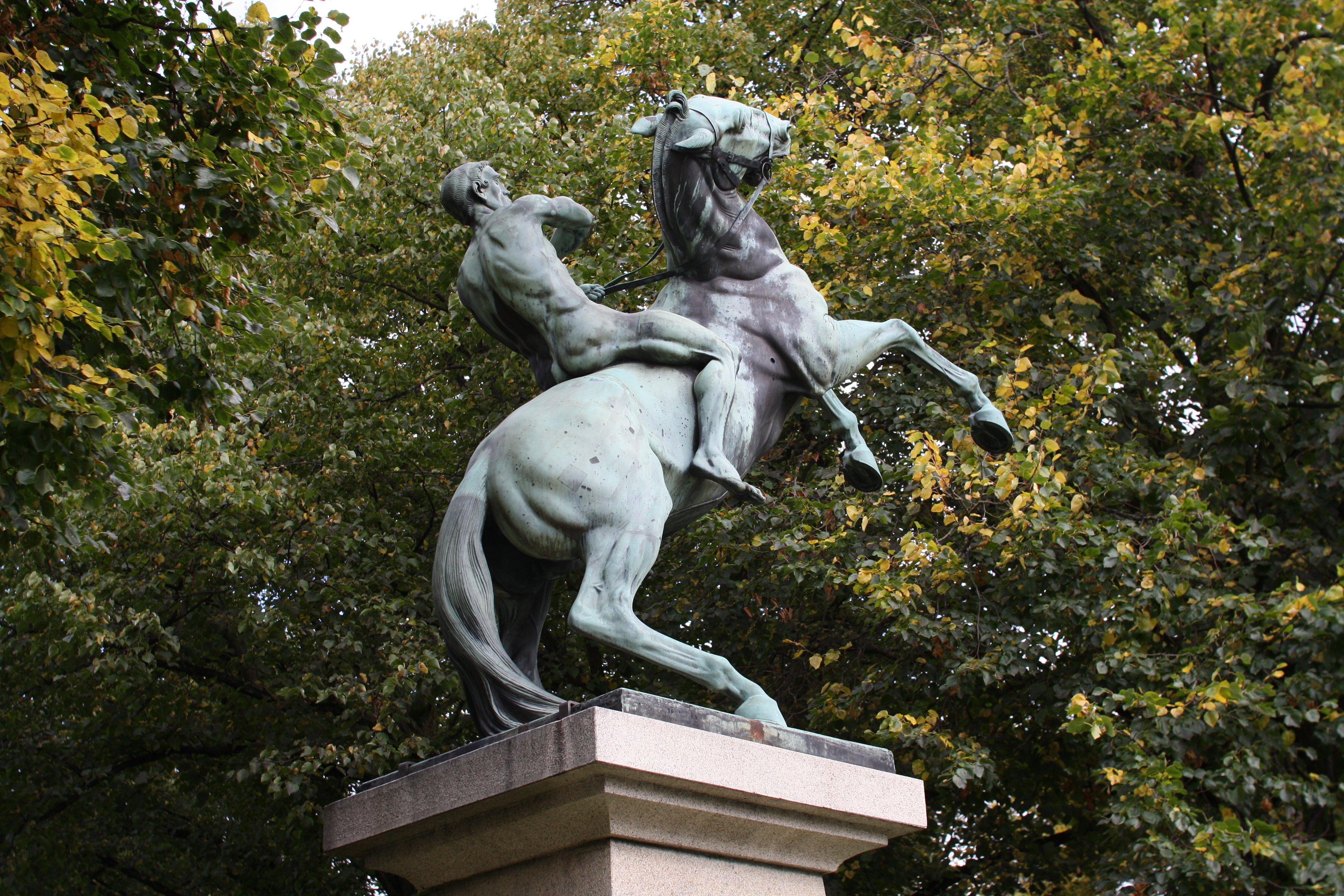
Reiterstandbild (von Mathias Gasteiger 1937, Foto 2010)

## Erinnerung und Gedenken
Viele nach diesem Todesmarsch angelegte KZ-Friedhöfe und -Grabstätten wurden zwischen 1955 und 1959 aufgelöst, die sterblichen Überreste der Todesopfer auf den KZ-Friedhof Dachau-Leitenberg und die Gräberanlage für KZ-Todesopfer auf dem Waldfriedhof Dachau umgebettet.
Die ehemalige SS-Reitschule fand ihre Nachnutzung in der Polizeireitschule. Vor Ort gibt es keine Erinnerung an dieses Außenlager. Das 1937 von der Stadt München errichtete Reiterstandbild von Mathias Gasteiger erinnert an die Vergangenheit als SS-Reitschule.